# Harneyská pánev
Harneyská pánev (anglicky Harney Basin) je bezoodtoká pánev v jihovýchodní části Oregonu, ve Spojených státech amerických. Rozkládá se na ploše okolo 3 900 km2, je součástí Kolumbijské plošiny. Průměrná nadmořská výška je 1 253 m, nejvyšší bod leží ve výšce 1 585 m. V oblasti se nachází jezera Malheur Lake (sladkovodní) a Harney Lake (slané). Oblast má velmi nízké roční srážky, pouze okolo 150 mm. Geologicky je tvořena mladými lávami, sopečným popelem a krátery. Region náleží k nejméně osídleným místům ve Spojených státech.

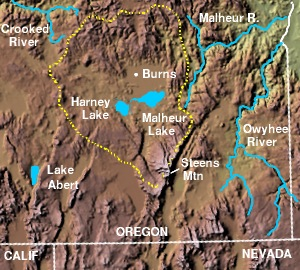
Harneyská pánev s vyznačenými jezery a hl. městem regionu Burns s necelými 3 000 obyvatel